# Jimmy Raney
James Elbert Raney (ur. 20 sierpnia 1927 w Louisville, zm. 10 maja 1995 tamże) – amerykański gitarzysta jazzowy. Ojciec muzyków jazzowych – gitarzysty Douga i pianisty Jona.

## Życiorys
Wcześnie rozpoczął karierę muzyka. W 1944, mając siedemnaście lat, grał w orkiestrze klarnecisty Jerry’ego Walda. Następnie, ale jeszcze w tym samym roku wyjechał do Chicago, gdzie pracował w lokalnych grupach. W 1948 przez dziewięć miesięcy grał w big-bandzie Woody’ego Hermana. W tym czasie dokonał w Nowym Jorku swoich pierwszych nagrań: Talk a Little Bop z pianistą i pionerem bebopu Alem Haigiem, oraz Extrovert z klarnecistą Buddym DeFranco. Od 1949 występował w orkiestrze Artiego Shawa, z którą też nagrywał. Nierzadko wykonywał partie solowe. „Klejnotem” nazwano jego solo w utworze Fred’s Delight z płyty Artie Shaw and His Orchestra – „1949”. Od 1951 przez prawie trzy lata był członkiem kwintetu Stana Getza, koryfeusza saksofonu tenorowego. Dokonał z nim swoich najlepszych nagrań, które weszły do fonograficznej klasyki jazzu. W tym samym okresie – 1951–1952 i 1953–1954 – współpracował również z wibrafonistą Redem Norvo. Od 1954 do 1960 pracował przede wszystkim z pianistą Jimmym Lyonem, występując w klubie kolacyjnym. Ponadto koncertował i nagrywał z takimi muzykami, jak puzoniści Bob Brookmeyer i Urbie Green, oraz saksofoniści Bobby Jaspar, Gigi Gyrce, Zoot Sims i Al Cohn.
W 1954 i 1955 krytycy jazzowi przyznali mu pierwsze miejsce w kategorii „Gitara” w swoim dorocznym plebiscycie przeprowadzanym przez prestiżowy miesięcznik „DownBeat”. W głosowaniu czytelników kilkakrotnie plasował się w pierwszej dziesiątce najlepszych gitarzystów.
W latach 1962–1963 ponownie współpracował z Getzem. Od długiego czasu był dotknięty chorobą alkoholową. Nałóg i związane z nim kłopoty ze znalezieniem zatrudnienia, spowodowały że na początku 1967 opuścił Nowy Jork i powrócił do rodzinnego Louisville. Wycofał się z życia muzycznego. Pracę podjął dopiero w 1974, nagrywając album Guitaristic. W następnym roku podpisał kontrakt z wytwórnią Xanadu. W 1976 odwiedził Japonię w ramach tournée grupy Xanadu All-Stars. Występował także w Europie. Często współpracował – zarówno na scenie, jak  w studiu nagraniowym – ze swoim starszym synem – Dougiem, który osiadł w Kopenhadze. W latach 80. i 90. ograniczył działalność, ale jej nie zaprzestał, m.in. regularnie występował w Nowym Jorku. Nadal jednak mieszkał w Louisville.
Przez trzydzieści lat cierpiał na chorobę Ménière’a, która stopniowo doprowadziła u niego do niemal całkowitej, obustronnej utraty słuchu. To jednak nie przeszkodziło mu w graniu. Zmarł wskutek niewydolności serca w wieku 67 lat. „The New York Times” nazwał go w nekrologu: Jednym z najbardziej utalentowanych i wpływowych pod względem stylu i techniki gry powojennych gitarzystów jazzowych na świecie.

## Wybrana dyskografia

### Jako lider lub współlider
- 1951
  - Music Minus One – Volume 2 – A Rhythm Background Record for any Musician or Instrument – Don Abney–Jimmy Raney–Oscar Pettiford–Kenny Clarke (MMO – Music Minus One)
  - Red Norvo Trio – Vol. 1 (Discovery Records)
  - Red Norvo Trio – Volume 2 (Discovery)
- 1954
  - Jimmy Raney Visits Paris (Vogue Records)
  - Jimmy Raney Visits Paris – Vol. 2 (Vogue)
- 1955 Jimmy Raney 1955 (Prestige)
- 1956 Jimmy Raney featuring Bob Brookmeyer (ABC–Pamamount)
- 1958 Jimmy Raney – A (Prestige)
- 1974 Guitaristic (Swing Records)
- 1975
  - Momentum – Jimmy Raney–Richard Davis–Alan Dawson (MPS Records)
  - Al Haig/Jimmy Raney – Strings Attached (Choice)
- 1976
  - The Influence (Xanadu)
  - Live in Tokyo (Xanadu)
  - Al Haig–Jimmy Raney Quartet – Special Brew (Spotlite)
- 1978 Solo (Xanadu)
- 1979 Jimmy Raney and Doug Raney – Stolen Moments (SteepleChase)
- 1980
  - Jimmy Raney–Doug Raney – Duets (SteepleChase)
  - Here’s That Raney Day (Black & Blue Records/Ahead)
- 1981 Raney ’81 (Criss Cross)
- 1983
  - Jimmy Raney–Doug Raney – Nardis (SteepleChase)
  - The Master (Criss Cross)
- 1986 Wisteria (Criss Cross)
- 1995 Attila Zoller & Jimmy Raney – Jim And I (L+R Records) – 2 CD, kompilacja

### Jakosideman
Z Harrym Belafonte
- 1958 Belafonte Sings the Blues (RCA Victor)

Z Bobem Brookmeyerem
- 1956 The Dual Role of Bob Brookmeyer (Prestige)
- 1958 The Street Swingers (World Pacific)
- 1962 Trombone Jazz Samba (Verve)
- 1963 Samba Para Dos (Verve)

Ze Stanem Getzem
- 1952 The Stan Getz Quintette – Jazz at Storyville (Royal Roost)
- 1955 Stan Getz Plays (Norgran)
- 1968 Prezervation (Prestige)
- 1997 The Complete Roost Recordings (Roost/Capitol)

Z Mahalią Jackson
- 1959 Great Gettin' Up Morning (Columbia)

Z Irene Kral
- 1959 SteveIreneO! (United Artists)

Z Garym McFarlandem
- 1963 Point of Departure (Impulse! Records)

Z Oliverem Nelsonem
- 1963 Full Nelson (Verve)

Z Redem Norvo
- 1954 Red Norvo Trio (Fantasy)
- 1957 The Red Norvo Trios (Fantasy)
- 1975 Chamber Jazz – Red Norvo Sextet and Trio (MCA Coral)

Z Shirley Scott
- 1965 Latin Shadows (Impulse!)

Z Artiem Shawem
- 1990 Artie Shaw and His Orchestra – „1949” (Musicmasters)

Zestawienie wg dat wydania płyt

## Publikacja
W 2014 nakładem wydawnictwa Sher Music Co. ukazał się podręcznik The Jimmy Raney Book (ISBN 978-1883217853), poświęcony zagadnieniom interpretacji jazzowej, zwłaszcza w stylu bebop. Jego autorami są Jimmy Raney i jego młodszy syn – Jon, który dokończył go pisać po śmierci ojca.